# Ivan Višnjakov

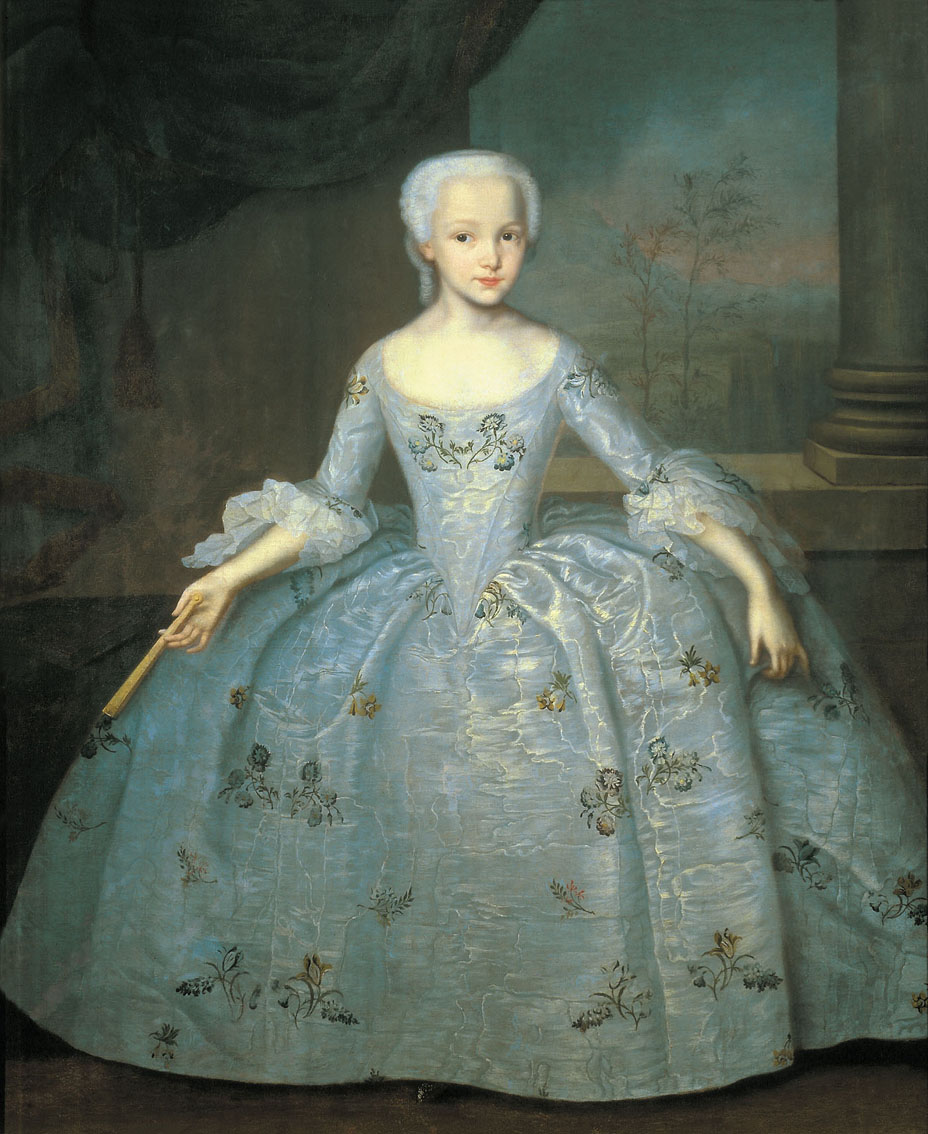
Sarah Eleanore Fermor (circa 1749)
è uno dei ritratti più celebri di Ivan Vishnyakov.

Ivan Jakovlevič Višnjakov (Russo: Иван Яковлевич Вишняков; trasl. angl.: Ivan Yakovlevich Vishnyakov; Mosca, 1699 – San Pietroburgo, 8 agosto 1761) è stato un pittore russo, ritrattista e autore di murales in stile rococò.

## Biografia
Ivan Vishnyakov dipinse parecchi murale in molti palazzi e chiese di San Pietroburgo e dintorni, tra cui il Palazzo d'Estate, il Palazzo Aničkov ed il Palazzo d'Inverno. Fu anche un celebre pittore di ritratti ed icone ed un abile restauratore.
I suoi ritratti sono stati tra i primi ad abbandonare lo stile piatto e statico, favorito dalla corte imperiale.
Tra i suoi allievi figurano Alexei Antropov, Alexei Ivanovich Belsky e Ivan Firsov.
Nel 1740, raggiunse il grado Consigliere di Corte (grado civile equivalente ad un tenente-colonnello) e, nel 1752, divenne Assessore Collegiato, cui bisognava rivolgersi dandogli della "Vostra Eccellenza".

## Galleria di ritratti

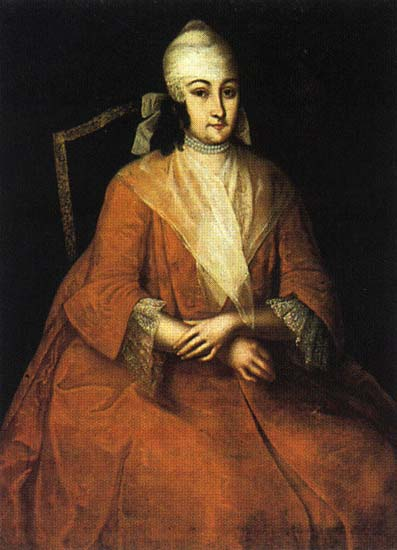
Granduchessa Anna Leopoldovna (c. 1740)
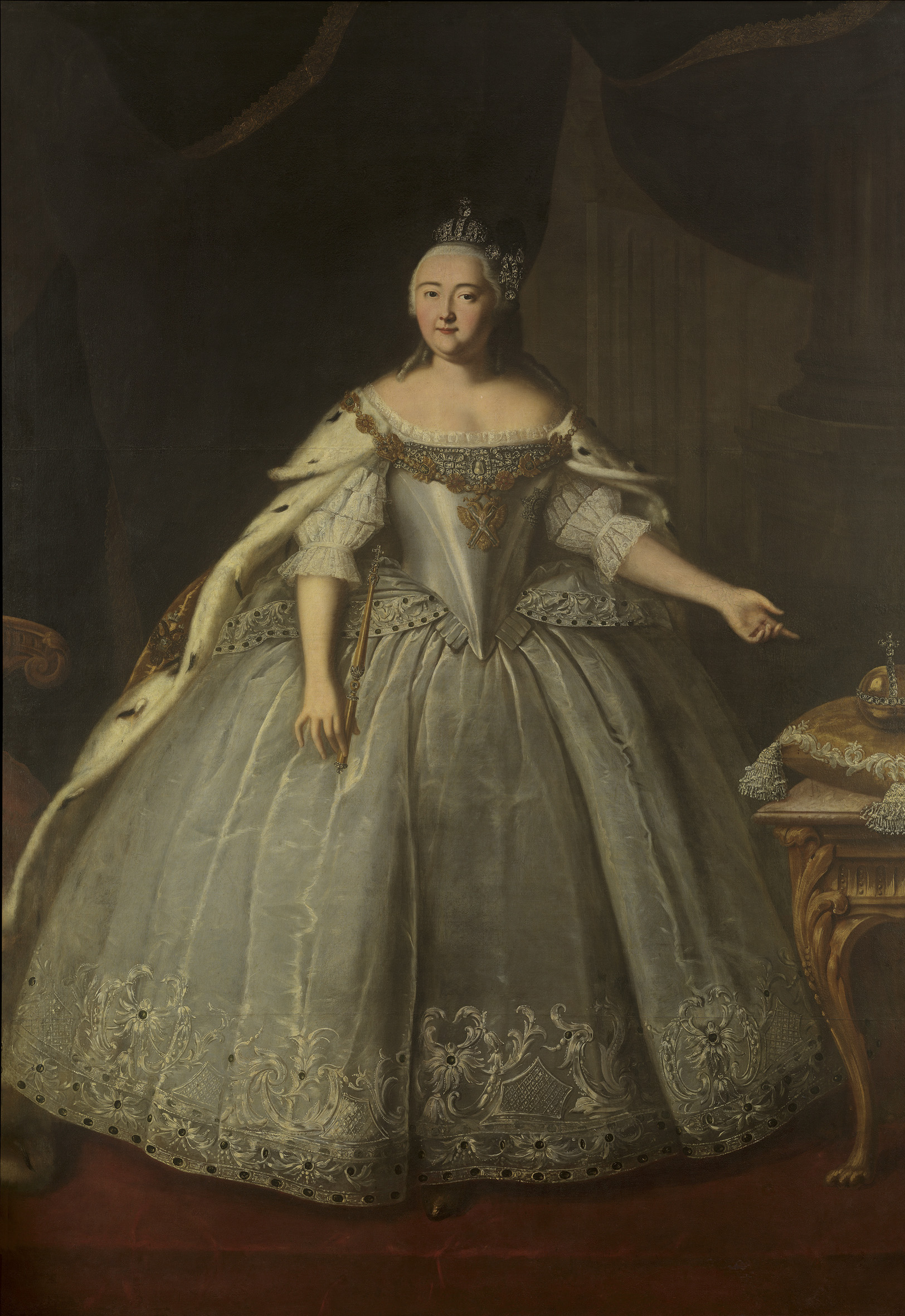
L'imperatrice Elizaveta Petrovna (1743)
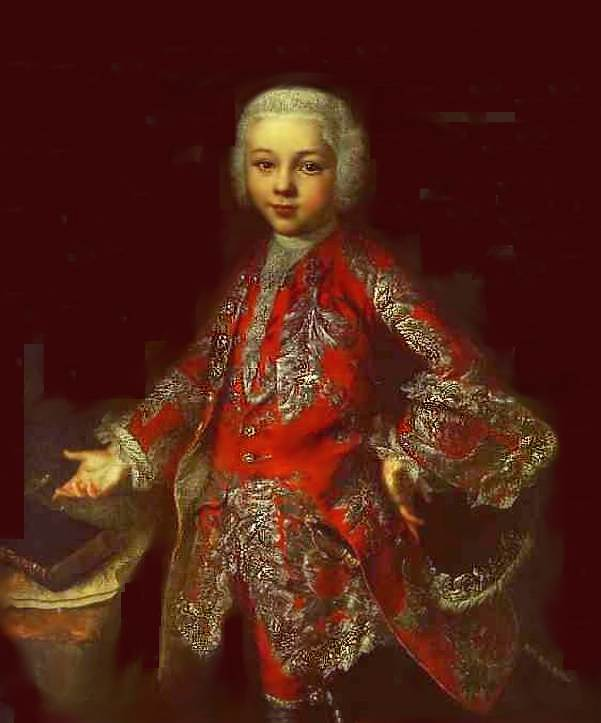
Vasily Daragan (1745)
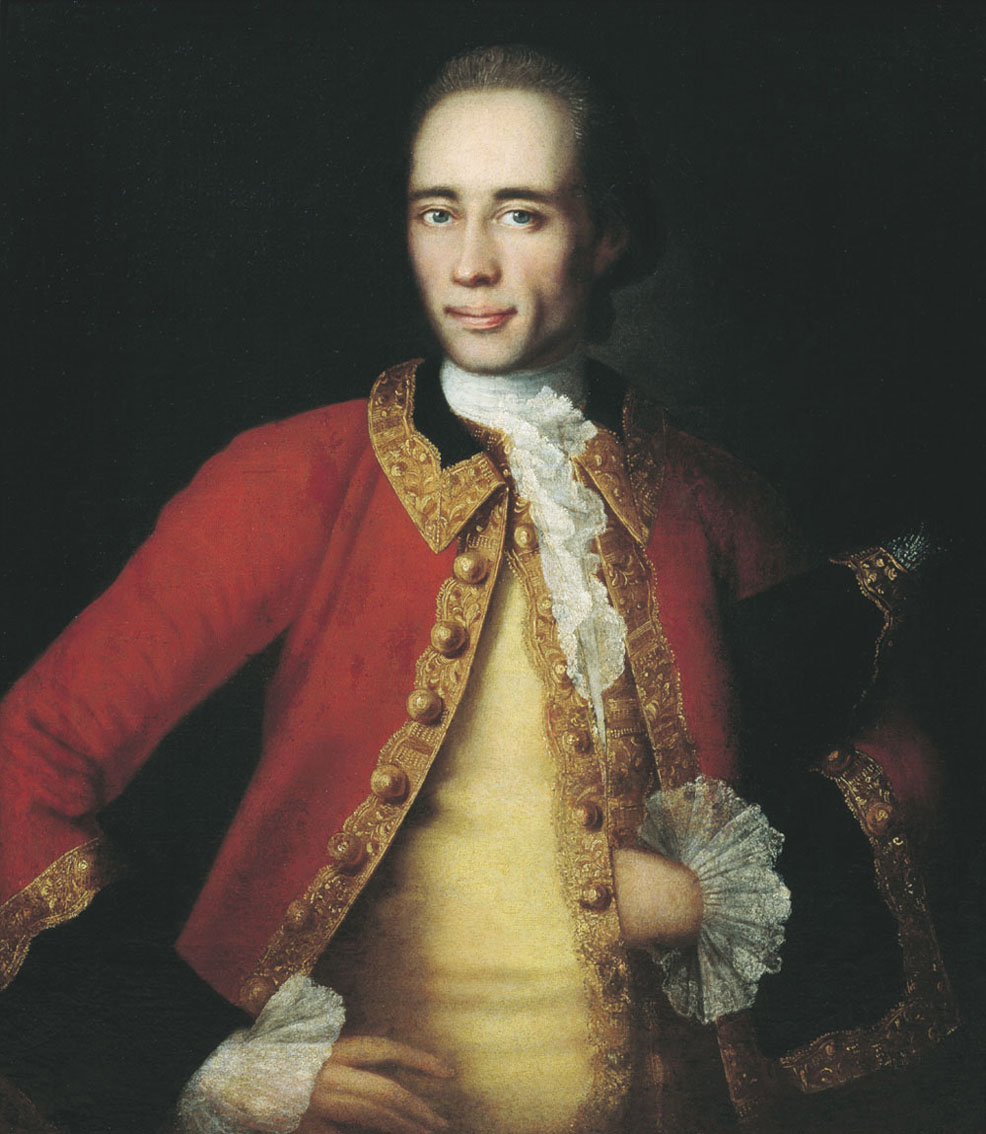
Matvey Semyonovich Begichev (1757)
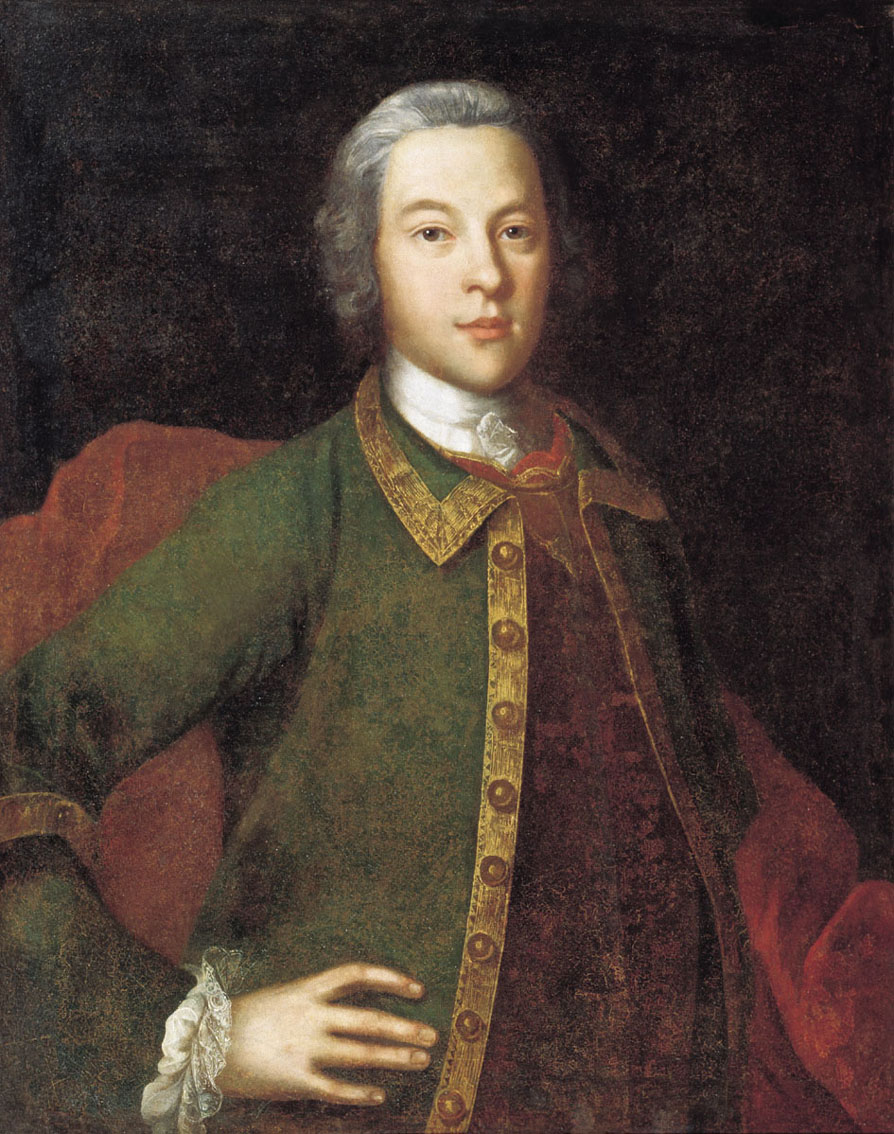
Il conte Piotr Panin (1742)